# Hiroshi Okazaki
Pour les articles homonymes, voir Okazaki (homonymie).
Hiroshi Okazaki (岡崎 洋, Okazaki Hiroshi) est un homme politique japonais, né le 27 mars 1932 à Fujisawa et mort le 31 mars 2018.
Il est élu au poste de gouverneur de la préfecture de Kanagawa en 1995.